# Wieleń
Wieleń (in tedesco Filehne) è un comune urbano-rurale polacco del distretto di Czarnków e Trzcianka, nel voivodato della Grande Polonia.
Ricopre una superficie di 428,32 km² e nel 2007 contava 12 547 abitanti.